# Ampere
Das Ampere [amˈpɛɐ̯] mit Einheitenzeichen A, benannt nach dem französischen Mathematiker und Physiker André-Marie Ampère, ist die SI-Einheit der elektrischen Stromstärke und der magnetischen Durchflutung.
Obwohl man den Nachnamen des Namensgebers Ampère mit Gravis schreibt, wird die SI-Einheit im deutschen und englischen Sprachraum ohne Akzent geschrieben, also „Ampere“.

## Definition

Die blauen Kreise stellen Elektronen dar, die durch die Querschnittsfläche des Leiters fließen. Ein Ampere entspricht einem Coulomb, das in einer Sekunde durch den Leiterquerschnitt fließt.

Ein Ampere entspricht einem Strom von 1 Coulomb (C) pro Sekunde durch den Leiterquerschnitt:
{\displaystyle 1\,\mathrm {A} =1{\frac {\mathrm {C} }{\mathrm {s} }}=1\,\mathrm {C} \cdot \mathrm {s} ^{-1}}
Das Coulomb ist im Internationalen Einheitensystem über die Elementarladung {\textstyle e=1{,}602\,176\,634\cdot 10^{-19}{\text{As}}} definiert. Ein Ampere entspricht daher genau einem Strom von {\textstyle 1/(1{,}602\,176\,634\cdot 10^{-19})} Elementarladungen pro Sekunde, bei einem Fluss von Elektronen sind dies ca. 6,2 · 1018 (6,2 Trillionen) Elektronen pro Sekunde.
Ein Fluss von 1 A über eine Spannung von 1 Volt (V) bedeutet eine Leistung von 1 Watt (W).
{\displaystyle 1\,\mathrm {A} =1\,{\frac {\mathrm {W} }{\mathrm {V} }}=1\,\mathrm {W} \cdot \mathrm {V} ^{-1}}

## Historisches

### Definition 1881
Auf dem ersten internationalen Elektrizitätskongress 1881 wurde die Definition von „praktischen“ Einheiten beschlossen: Ohm für den elektrischen Widerstand, Volt für die elektrische Spannung und Ampere für den elektrischen Strom. Das Ampere wurde als 0,1 elektromagnetische CGS-Einheiten festgelegt.
Zuvor hatte es eine Reihe von unterschiedlichen Einheiten und Definitionen gegeben. In Deutschland und einigen anderen Ländern war die „Webersche Einheit“ der Stromstärke in Gebrauch, die 0,1 Ampere entsprach. In Großbritannien schlug man zunächst vor, die Einheit der Stromstärke mit „Galvat“, nach dem italienischen Biophysiker Luigi Galvani, zu benennen, die in etwa dem heutigen Ampere entsprochen hätte. Später wurde ebenfalls eine „Weber-Einheit“ für die Stromstärke eingeführt, die aber einen zehnmal so hohen Wert hatte wie die in Deutschland gebräuchliche (also dem heutigen Ampere entsprach). Noch verwickelter wurde es dadurch, dass der Name Weber auch für die Einheit der elektrischen Ladung benutzt wurde, so dass dann die Stromstärke gleich „Weber-Einheit/Sekunde“ war. Zeitweise gab man der Weber-Einheit auch den Namen „Farad“, womit später die Einheit der elektrischen Kapazität benannt wurde.
Für die Realisierung von Ohm, Volt und Ampere wurden in der Folge unterschiedliche Normale entwickelt.

### Definition 1898
1898 wurde 1 Ampere im „Gesetz, betreffend die elektrischen Maßeinheiten“ des Deutschen Kaiserreichs als die Stärke desjenigen Stromes definiert, der aus einer wässrigen Silbernitrat-Lösung mittels Elektrolyse in einer Sekunde 1,118 mg Silber abscheidet. Das so definierte Ampere – das auch in den meisten anderen Industriestaaten galt – ist später als internationales Ampere bezeichnet worden; das mit den restlichen Basiseinheiten kompatible (Definition von 1881) dagegen als absolutes Ampere.

### Definition 1948

Veranschaulichung der Ampere-Definition von 1948. Die blau eingezeichneten Kräfte haben jeweils den Betrag 2·10^{−7} N pro Meter Leiterlänge.

1933 beschloss die 8. Generalkonferenz für Maß und Gewicht (CGPM), dass langfristig nur die „absoluten“ elektromagnetischen Einheiten verwendet werden sollten. Die folgenden Jahre sollten dazu genutzt werden, die die Umrechnung von „internationalen“ und „absoluten“ Einheiten möglichst genau zu ermitteln. Die endgültige Abkehr von den „internationalen“ Einheiten und alleinige Akzeptanz der „absoluten“ Einheiten erfolgte, kriegsbedingt verzögert, 1948 durch die 9. CGPM. Damit war das Ampere eindeutig wie folgt über die Lorentzkraft zweier Leiter aufeinander definiert:
1 A ist die Stärke des zeitlich konstanten elektrischen Stromes, der im Vakuum zwischen zwei parallelen, unendlich langen, geraden Leitern mit vernachlässigbar kleinem, kreisförmigem Querschnitt und dem Abstand von 1 m zwischen diesen Leitern eine Kraft von 2 · 10−7 Newton pro Meter Leiterlänge hervorrufen würde.
Mit dieser Definition wurde zugleich der Wert der magnetischen Feldkonstante μ0 festgelegt.

### Stromstärke als vierte Basiseinheit
Im 19. Jahrhundert waren die elektromagnetischen Größen in einem System mit drei Basisgrößen „Länge“, „Masse“ und „Zeit“ definiert worden. In solch einem System treten aber zwangsläufig Dimensionen mit halbzahligen Exponenten auf, wie es etwa in den verschiedenen Varianten des CGS-Einheitensystems geschieht. Dies lässt sich durch Hinzunahme einer vierten Basisgröße und damit einer vierten Basiseinheit vermeiden. 1956 wurde beschlossen, dass dies die Einheit der Stromstärke sein sollte (MKSA-System).

### Definition seit 2019
Die 26. Generalkonferenz für Maß und Gewicht beschloss mit Wirkung zum 20. Mai 2019 eine Revision des Internationalen Einheitensystems. Seitdem basiert das Ampere auf der Elementarladung, der ein fester Zahlenwert zugewiesen wurde, und hängt zusätzlich von der Definition der Sekunde ab, nicht mehr jedoch vom Meter und vom Kilogramm. Die Neudefinition wurde vorgenommen, weil sie leichter und präziser zu realisieren ist.
Die magnetische Feldkonstante μ0 ist seitdem eine mit einer Messunsicherheit behaftete Messgröße, die experimentell bestimmt werden muss.

## Gebräuchliche dezimale Vielfache
Die Einheit Ampere ist mit verschiedenen Vorsätzen für Maßeinheiten (SI-Präfixe) in Verwendung, beispielsweise:
| Präfix-Schreibweise | Dezimal          |
| ------------------- | ---------------- |
| 1 μA (Mikroampere)  | 0,000 001 Ampere |
| 1 mA (Milliampere)  | 0,001 Ampere     |
| 1 A (Ampere)        | 1 Ampere         |
| 1 kA (Kiloampere)   | 1 000 Ampere     |